# 소피아 얀노크
브리타 마레트 소피아 얀노크(Brita Maret Sofia Jannok, 1982년 9월 15일 ~ )는 스웨덴의 사미인 가수이다.